# 42-я бронетанковая дивизия
42-я бронетанковая дивизия (англ. 42nd Armoured Division) — тактическое соединение Британской армии периода Второй мировой войны.

## История
Дивизия была сформирована в конце 1941 года путем преобразования 42-й (восточноланкаширской) пехотной дивизии. 42-я дивизия была пехотным соединением 1-й линейной территориальной армии, участвовавшим в битве за Францию и эвакуированным из Дюнкерка в июне 1940 года. Дивизия была преобразована 1 ноября 1941 года в бронетанковую дивизию. Первым командиром дивизии был генерал-майор Майлз К. Демпси (Miles C. Dempsey).
Однако дивизия не была направлена за границу, и её дивизионный штаб был расформирован 17 октября 1943 года; пехота дивизии была приписана к 53-й (Валлийской) пехотной дивизии, а бронетехника — к 79-й бронетанковой дивизии.

## Состав
- 10-я бронетанковая бригада (10th Armoured Brigade)
  - 108-й полк Королевского бронетанкового корпуса (Ланкаширские фузилёры) (108th Regiment Royal Armoured Corps (Lancashire Fusiliers))
  - 109-й полк Королевского бронетанкового корпуса (Ланкаширские фузилёры) (109th Regiment Royal Armoured Corps (Lancashire Fusiliers))
  - 143-й полк Королевского бронетанкового корпуса (Ланкаширские фузилёры) (143rd Regiment Royal Armoured Corps (Lancashire Fusiliers))
  - 13-й батальон Хайлендской лёгкой пехоты (13th Battalion, Highland Light Infantry)
- 11-я бронетанковая бригада (11th Armoured Brigade)
  - 107-й полк Королевского бронетанкового корпуса (Собственный Его Величества) (107th Regiment Royal Armoured Corps (King’s Own))
  - 110-й полк Королевского бронетанкового корпуса (Пограничный полк) (110th Regiment Royal Armoured Corps (Border Regiment))
  - 111-й полк Королевского бронетанкового корпуса (Манчестерский полк) (111th Regiment Royal Armoured Corps (Manchester Regiment))
  - 1-й батальон Хайлендской лёгкой пехоты (1st Battalion, Highland Light Infantry)
- 42-я группа обеспечения (42nd Support Group)
  - 1-й батальон Восточноланкаширского полка (1st Battalion, East Lancashire Regiment)
  - 147-й (эссекский йоменский) полк Королевской конной артиллерии (147th (Essex Yeomanry) Regiment, Royal Horse Artillery)
  - 53-й (уорчестерширско-оксфордширский йоменский) противотанковый полк Королевской артиллерии (53rd (Worcestershire and Oxfordshire Yeomanry) Anti-Tank Regiment, Royal Artillery)
  - 93-й лёгкий зенитный полк Королевской артиллерии (93rd Light Anti-Aircraft Regiment, Royal Artillery)
- Подразделения прямого подчинения (Divisional troops)
  - 112-й полк Королевского бронетанкового корпуса (егеря) (бронеавтомобильный полк) (112th Regiment Royal Armoured Corps (Foresters)) (18 апреля 1943 — 16 октября 1943)
  - 1-й нортамптонширский йоменский полк (1st Northamptonshire Yeomanry)
  - Штаб инженеров 42-й бронетанковой дивизии (HQ 42nd Divisional Engineers)
  - 16-я полевая рота Королевских инженеров (16th Field Company, Royal Engineers)
  - 17-я полевая рота Королевских инженеров (17th Field Company, RE) (1 марта 1943 переформирована в 617-ю полевую роту)
  - 149-я полевая парковая рота Королевских инженеров (149th Field Park Company, RE)
  - Связисты Королевского корпуса связи (42nd (East Lancashire) Armoured Divisional Signals, Royal Corps of Signals)